# Miura (Kanagawa)
Miura (三浦市?) è una città giapponese della prefettura di Kanagawa.